# Коуэн, Боб
Ро́берт А. «Боб» Ко́уэн (англ. Robert A. «Bob» Cowan; род. 1947) — шотландский кёрлингист, журналист, блогер, историк кёрлинга.
В составе мужской сборной Шотландии участник чемпионата мира 1983 (заняли пятое место). Чемпион Шотландии среди мужчин.
Играл в основном на позиции первого.
В 2008 создал, совместно с Дэвидом Б. Смитом (англ. David B. Smith, скончался в 2015), компетентный блог об истории кёрлинга (в основном в Шотландии, Великобритании и Европе) The Curling History Blog, продолжает оставаться основным автором и редактором блога, где публикуются редкие фотографии и свидетельства о различных исторических фактах в развитии кёрлинга.

## Достижения
- Чемпионат Шотландии по кёрлингу среди мужчин: золото (1983).
- Чемпионат Шотландии по кёрлингу среди смешанных команд: серебро (1980).

## Команды
| Сезон                                          | Четвёртый    | Третий          | Второй           | Первый            | Турниры                      |
| ---------------------------------------------- | ------------ | --------------- | ---------------- | ----------------- | ---------------------------- |
| 1980—81                                        | Грэм П. Адам | Кен Дж. Хортон  | Роберт А. Коуэн  | Робин Дж. Копленд | [ 4 ]                        |
| 1981—82                                        | Грэм П. Адам | Кен Дж. Хортон  | Эндрю Маккуистин | Роберт А. Коуэн   | [ 4 ]                        |
| 1982—83                                        | Грэм Адам    | Кен Хортон      | Эндрю Маккуистин | Боб Коуэн         | ЧШМ 1983 · ЧМ 1983 (5 место) |
| Кёрлинг среди смешанных команд (mixed curling) |              |                 |                  |                   |                              |
| 1980                                           | Kerr Graham  | Carolyn Hibberd | Боб Коуэн        | Alison Brown      | ЧШСК 1980                    |

(скипы выделены полужирным шрифтом)